# L'Aigle à deux têtes
Pour l’article homonyme, voir L'Aigle à deux têtes (film).
L'Aigle à deux têtes est une pièce de théâtre en trois actes de Jean Cocteau, créée le 21 décembre 1946  au théâtre Hébertot à Paris.

## Argument
Veuve encore vierge, la reine reçoit la visite d'un jeune poète anarchiste venu pour la tuer, symbole pour la monarque de la mort qu'elle attend. 
Alors que plane l'inéluctable et tragique destin, l'assassin s'avère être le sosie du roi autrefois tant aimé. De plus, en dépit de la mission qui lui a été confiée, le poète est incapable de tuer la reine parce que, de loin, il l'a toujours secrètement aimée.

## Résumé de la pièce
La jeune reine d’un royaume imaginaire vit dans le souvenir de son époux, le roi Frédéric, victime d’un attentat le matin de leurs noces. Depuis ce jour, triste et solitaire, tournée vers le passé, elle s’est retirée du monde et demeure enfermée dans ses châteaux où elle attend la mort. Celle-ci lui apparaît sous les traits de Stanislas, un jeune poète anarchiste qui fait irruption dans sa chambre pour la tuer. Blessé et poursuivi par la police du royaume, contre toute attente la reine va cacher ce jeune homme, Stanislas, sosie du roi tant aimé. 
C'est l'étrange rencontre de deux destins opposés. Stanislas ne tarde pas à succomber au charme de la souveraine et renonce à son attentat. Fascinés l'un par l'autre, ces deux êtres que tout semble séparer se rejoignent par une communauté d'esprit. Un amour fulgurant, intense et insensé submerge les deux protagonistes dans un univers étouffant, où l’un et l’autre trahissent leur cause : elle, la reine, devient anarchiste, lui, l’anarchiste, devient monarchiste. Mais la Cour, avec ses manœuvres secrètes et ses complots, referme son étau sur le couple. Stanislas comprend alors que rien n’est possible entre la reine et lui. Il s’empoisonne pour rendre à la reine sa vocation royale. Mais celle-ci renonce au pouvoir au profit d’un amour absolu en se servant de Stanislas pour recevoir le coup de grâce. Ainsi cette grande passion les mènera à l'accomplissement de leur destin : seule la mort pourra réunir le couple, tel « l'aigle à deux têtes ».

## Fiche technique
- Metteur en scène : Jean Cocteau
- Décors : André Beaurepaire
- Costumes : Christian Bérard
- Musique : Georges Auric

## Distribution
- Edwige Feuillère : la reine
- Silvia Monfort : Édith de Berg
- Jean Marais : Stanislas
- Georges Marny : Félix de Willenstein
- Jacques Varennes : le comte de Foehn
- Georges Aminel : Tony

## De la genèse à la création de la pièce
En juillet 1943, Cocteau fait mention dans son Journal de l’envie d’écrire une nouvelle pièce. […] « … nous avons (durant un dîner avec Marguerite Jamois et Christian Bérard) imaginé de nous mettre en route sur une atmosphère de Louis II, de château où vivrait une reine qui se refuse à voir le jour, d’anarchiste qui la veut tuer et que ce luxe paralyse, etc., etc. Rien d’autre qu’une trame très vague. » […] Des lectures viennent apporter des informations, des précisions, un esprit d’époque à propos de Louis II de Bavière et d’Élisabeth d’Autriche (Sissi pour le grand public), ces « grands comédiens sans théâtre, poussés sur le théâtre du monde vers un dernier acte funeste et qu’ils veulent funeste et qu’ils écrivent de leurs propres mains. » […] Cocteau combine, rumine, attend le bon moment. Il note en octobre 1943 : « Comment ma pièce va-t-elle naître ? Comment va-t-elle s’imposer à moi ? Sous quelle forme ? Je suis libre, propre, attentif et prêt à recevoir des ordres. » […] C’est en Bretagne que le projet se réalise. Paul Morihien, Jean Marais et Cocteau partent en décembre s’installer à Tal Moor, au sud-ouest de Pont-Aven. […] Cocteau tente de répondre au défi de Jean Marais qui, lorsqu’il lui avait demandé ce qu’il aimerait faire dans le rôle, lui avait rétorqué : « Ne pas parler au premier acte, pleurer de joie au second, et tomber à la renverse dans un escalier au troisième ». La nuit de Noël 1943, Cocteau note : « J’ai fini la pièce. »  Elle n’a pas encore de titre définitif…. […] Retour à Paris au début de janvier 1944 ; à la fin du mois, Cocteau fait connaître sa pièce à Marguerite Jamois qui ne l’apprécie guère. Il se tourne alors vers Edwige Feuillère […] à qui le rôle convient mieux : « Inspiré par une actrice, il s’est incorporé à une autre. » Le projet est prêt et prévu pour le théâtre Hébertot. Mais les circonstances historiques vont imposer une assez longue attente.
C’est pendant l’Occupation que Cocteau imagine l’intrigue de L’Aigle à deux têtes. Théâtre d’évasion, malgré les résonances germaniques du sujet, qui permet de fuir l’époque et d’oublier l’Histoire, de la laisser en coulisses. Le refuge est celui d’une imagerie légendaire qui fait s’affronter une « reine d’esprit anarchiste » et un « anarchiste d’esprit royal » dans une action théâtrale effervescente.  Rien de réaliste donc, même si la trame est celle d’une énigme policière. […]
Amour et mort, comme dans la légende de Tristan et Yseult (Tristan et Iseut) que Cocteau vient de revisiter dans  L'Éternel Retour ; cette thématique est puissamment et habilement orchestrée. […]
Si Cocteau utilise le mot « tragédie » pour définir sa pièce, c’est plus pour désigner une intensité générale qu’un mode littéraire. Elle se rapproche plutôt d’un drame romantique, ou d’un mélodrame.  […]
Cette machine théâtrale à oublier le temps et à exalter l’amour passion ne brûlera pas les planches si vite.  « Il fallut attendre deux ans après la Libération, que revînt Jean Marais engagé dans la Campagne d'Allemagne de 1945, pour repenser activement au théâtre », rappelle Edwige Feuillère. […]
C’est en anglais que la pièce est d’abord jouée, à Londres, au Lyric Theatre, Hammersmith, sous le titre The Eagle has Two Hands, dans une traduction de Ronald Duncan, le 3 septembre 1946.
Pendant ce temps, la production française prend sa forme. […] L’Aigle à deux têtes est d’abord présenté à Bruxelles du 3 au 13 octobre 1946, au Théâtre royal des Galeries Saint-Hubert puis à Lyon. Il est créé à Paris le 21 décembre 1946.
La pièce se joue à guichets fermés. Le succès public est réel et ne se démentira pas pendant toute la saison. La réception critique est plus incertaine. […] Les critiques annoncent un succès, certains pour s’en réjouir, d’autres avec des réserves. Tous sont captivés par le spectacle. « Dès le lever du rideau, l’étrangeté somptueuse du décor (d’André Beaurepaire) vous saisit. » […] Les interprètes retiennent l’attention, que ce soit Silvia Monfort alors débutante, Jean Marais, loué pour sa force, son élan et sa mort spectaculaire, ou Edwige Feuillère qui fait l’unanimité. […] Le débat est vif entre partisans et adversaires de Cocteau. […] « Le miracle de Jean Cocteau est qu’à travers ce qu’on peut, si l’on veut, appeler le procédé, il nous fait retrouver ce qu’il faut bien, qu’on le veuille ou non, appeler le génie. » dit Thierry Maulnier […] La critique est dure pour l'auteur et cruelle pour son acteur Jean Marais, dont la chute spectaculaire du haut d'un escalier dans la scène finale suscite cette appréciation lapidaire : « C'est un acrobate, un point c'est tout. »,, faisant écho à celle de ses débuts dans Les Chevaliers de la Table ronde : « Il est beau, un point c'est tout. »
Et Cocteau lui-même continue à commenter son ouvrage : « Christian Bérard, dès qu’il invente, arrache leurs secrets aux étoffes et aux formes […] nous donne un magnifique spectacle. […] Grâce à lui, Edwige Feuillère peut être cassante, insolente, têtue, moqueuse, rêveuse, amoureuse, hautaine, terrible comme une licorne en colère. Grâce à lui, Sylvia Monfort, si douce, peut avoir une démarche sournoise. […] La chute de Jean Marais, chute déjà célèbre, n’est pas un exercice d’acrobatie. Comme il est admirable acteur, il tombe admirablement, voilà tout, et cette chute n’est que le dénouement d’une crise qu’il exprime dès son entrée avec une âme de réserve et de feu. ».

## Reprise de la pièce en 1960
Une reprise de la pièce a lieu du vivant de l’auteur, au théâtre Sarah Bernhardt, à partir du 15 septembre 1960 jusqu'en 1961, dans une mise en scène de Cocteau avec la collaboration de François Maistre. André Beaurepaire a refait les décors pour cette salle plus grande. Les costumes sont réalisés par la Maison Balmain. Edwige Feuillère joue à nouveau la reine ; Gérard Barray, Stanislas ; Yves Vincent , Félix ; Nadine Basile, Edith de Berg ; Franz Padoly, Tony ; Guy Tréjan, le comte de Foëhn. Mais cette fois la réception critique est très sévère, et ce n’est pas un succès. « Tout cela sonne si faux, si creux ! On s’était émerveillé il y a quatorze ans. »
Cette reprise peu réussie ne doit pas faire oublier le succès considérable de la pièce, qui est vite jouée dans le monde entier, aux États-Unis, en Australie, en Allemagne, traduite dans de nombreuses langues… […]  (Le spectacle sera même invité à la Biennale de Venise pour une soirée de gala dans l'illustre Fenice, le théâtre lyrique de la Sérenissime.)

## Adaptations

### Au cinéma
- 1948 : L'Aigle à deux têtes, film français réalisé par Jean Cocteau, avec Edwige Feuillère et Jean Marais

### À la télévision
- 1980 : Le Mystère d'Oberwald (Il mistero di Oberwald), téléfilm italien réalisé par Michelangelo Antonioni, adaptation de L'Aigle à deux têtes, avec Monica Vitti et Franco Branciaroli

### Au théâtre
- 1978 : Une reprise a eu lieu le 4 février au théâtre de l'Athénée-Louis-Jouvet à Paris, dans une mise en scène de Jean-Pierre Dusseaux, costumes et décors d'Yves Saint-Laurent, avec Geneviève Page (La Reine), Hugues Quester (Stanislas), Martine Chevallier (Édith de Berg), Jean Faubert (Félix de Willenstein), Malek Eddine Kateb (Tony), Roland Bertin (Le Comte de Foëhn)
- 2017 :  Une reprise de la pièce a eu lieu de janvier à mars 2017 au théâtre Le Ranelagh à Paris, dans une mise en scène de Issame Chayle et Aurélie Augier, scénographie et costumes de Muriel Delamotte, lumière de Denis Koransky, musique de Jules Poncet, avec Delphine Depardieu, Alexis Moncorgé, François Nambot, Julien Urrutia, Salomé Villiers